# Mauser MK 30
Il cannone automatico MK 30 è un'arma dal calibro di 30 mm a sottrazione di gas, originariamente sviluppata dalla Mauser e prodotta dalla Rheinmetall Waffe Munition GmbH, la divisione militare della Rheinmetall che nel 1995 ha acquisito la Mauser.
L'arma usa anche il calibro 30 × 173 millimetri standard NATO ed ha un'applicazione flessibile potendo essere installata in sistemi d'arma sia marittimi che terrestri.

## Varianti
- MK 30-1: Modello F, primo modello con munizioni in alluminio 30 × 173 millimetri.
- MK 30-2': Variante con munizioni in acciaio 30 × 173 millimetri.
- MK 30-2/ABM: Identica alla versione MK 30-2, ma che utilizza munizionamento esplosivo.

## Servizio
La mitragliera MK 30-1 viene utilizzata principalmente come arma antiaerea in navi da guerra, in cui spesso in versione binata come nelle portaelicotteri francesi della classe Mistral oppure come armamento principale in piccole imbarcazioni quali pattugliatori o guardiacoste come nel caso dei pattugliatori italiani della Guardia di Finanza, dove vengono utilizzati nella versione binata in torretta della classe Zara o in versione singola nei pattugliatori Classe Bigliani e Classe Corrubia, oppure nei pattugliatori Saettia MK IV della rinata marina irachena equipaggiati con il cannone MK 30-2 nella versione Marlin.
La versione MK-30-2 viene utilizzata principalmente nei veicoli da combattimento della fanteria (come l'ASCOD austro-spagnolo) o in veicoli medi blindati. La MK 30 nella variante MK 30-2/ABM costituisce l'armamento primario del nuovo veicolo da combattimento della fanteria tedesca Puma.

## Dati tecnici
|                       | MK 30-1                     | MK 30-2                     | MK 30-2/ABM                 |
| --------------------- | --------------------------- | --------------------------- | --------------------------- |
| Tipo                  | mitragliera a canna singola | mitragliera a canna singola | mitragliera a canna singola |
| Calibro               | 30 × 173 mm                 | 30 × 173 mm                 | 30 × 173 mm                 |
| Funzionamento         | sottrazione di gas          | sottrazione di gas          | sottrazione di gas          |
| Cadenza di tiro       | 800 colpi/minuto            | 700 colpi/minuto            | 700 colpi/minuto*           |
| Gittata               | 3000 m                      | 3000 m                      | 3000 m                      |
| Peso                  | 155,5 kg                    | 173 kg                      | 198 kg                      |
| Lunghezza della canna | 2588 mm                     | 3307 mm                     | n/a                         |
| Lunghezza totale      | 3350 mm                     | 3307 mm                     | 3780 mm                     |
| Altezza               | 291 mm                      | 295 mm                      | n/a                         |
| Larghezza             | 286 mm                      | 310 mm                      | n/a                         |